# Zazaisk (sprog)
 Der er for få eller ingen kildehenvisninger i denne artikel, hvilket er et problem. Du kan hjælpe ved at angive troværdige kilder til de påstande, som fremføres i artiklen.

Zazaisk (zazaki/dımılki) er et sprog, som tales af zazaerne i det østlige Tyrkiet. 

## Et omtvistet sprog
Det er bl.a. blandt etnologer og lingvister omtvistet hvorvidt der er tale om en kurdisk dialekt (et proto-kurdisk sprog) eller et selvstændigt sprog.
En senere bølge af "seperatistiske" bevægelser benægter enhver kurdiskhed og fastholder, at det zazaiske sprog er et selvstændigt sprog.
Zazaisk er dog nært beslægtet med gurani og så relateret til kurdisk. Historikere og lingvister peger på en forbindelse imellem zazaisk og gilaki / mazandarani i det nordlige Iran, og mener af den grund at der kan være tale om at en historisk migration har fundet sted.
Som støtte for denne antagelse fremhæves det, at nogle zazaer betegner dem selv som "kird" (kurder), at de nært beslægtede gurani folk også anser sig selv som kurdere og at gilaki- og mazandarani-folket i Nordiran i historiske kilder er blevet betegnet som "The Kurds of Tabaristan" samt at der findes dusinvis af "blandede" stammer med både kurdiske og zazaiske tilhørere.
Desuden fremhæves at både det kurdiske og det zazaiske folk betegnes som "Ekrad" (arabisk: "Kurdere") i gamle osmanniske kilder, og at Sharaf Xan Bitlisi også kalder det zazaiske folk for "kurdere" i sit historiske værk "Sharafnama". Ifølge tilhængerne af denne teori har det zazaiske folk traditionelt været anset som værende kurdere, og at den føromtalte migration har fundet sted med begyndelse i "Kurdistan" og endt i Nordiran.
I dag er det zazaiske folk dog splittet imellem folk der anser sig som kurdere og folk der blot kalder sig zazaer.

## Baggrundsstoff
- Zaza People and Zazaki Literature
- "Forschungen über die Kurden und die Iranischen Nordchaldaer", Peter I. Lerch, 1857/58
- "Beiträge zur Kenntniss der neupersischen Dialekte: Zaza-Dialekt der Kurdensprache", Friedrich  Müller, 1865
- "Mewlid" (by Ehmedê Xasi, 1899 and Usman Efendiyo Babij, 1933)
- "Mundarten der Zaza" (by Karl Hadank ,1932; post-humous works from Oskar Mann)
- "On gender and number in the Zaza dialect of Kurdish", Kanat Kalashevich Kurdoev (1977), Translated by Azīz Ibrāhīm, 1977
- "A grammar of Dimili" (by Terry L. Todd, 1985)
- "Rastnustena Zonê Ma" (by C. M. Jacobson, 1993)
- "Zazaca Okuma-Yazma El Kitabý" (by C. M. Jacobson, 1997)
- "Grammatik der Zaza-Sprache" (by Zülfü Selcan, 1998)
- "Zazaki -Grammatik und Versuch einer Dialektologie-" (by Ludwig Paul, 1998)
- "The zaza dialect of the Kurdish Language (Dersim)", Kerim Rakhmanovich Ayyoubi & Iraida Anatolʹevna Smirnova, 1998
- "Studies in Zazaki Grammar", Michael J. Kenstowicz, 2004
- "Zazaki/Kirmanckî Kurdish" Gülşat Aygen, 2010